# Лакнау
Лакнау (на хинди: लखनऊ; на английски: Lucknow) е град в Северна Индия, столица на щата Утар Прадеш. Известен е още като града на навабите, които са го управлявали през 18 и 19 век. Познат е още с имената Авадх и Оудх (Avadh, Oudh).
Градът е в близост до река Гомпти. Местната индустрия включва производство на златна и сребърна бижутерия, парфюмерия и т.н., както и химическа промишленост и производство на памучни тъкани.
В града има много джамии, от които по-известните са Перлената и Великата джамия. Тук се намира и Университетът на Лакнау, създаден през 1921 г.
Населението на града е 2 817 105 според преброяването през 2011 г.

## Побратимени градове
- Бризбън, Австралия